# NGC 1963
NGC 1963 est un amas ouvert ou un groupe d'étoiles situé dans la constellation de la Colombe. Il a été découvert par l'astronome britannique John Herschel en 1835. 